# Sinaise
La Sinaise est une rivière française, qui coule dans les départements de l'Indre et du Cher, en région Centre-Val de Loire.

## Géographie
Longue de 30,6 km, elle prend sa source dans le département de l'Indre, à 352 m d'altitude, vers Lignerolles. Son confluent avec l'Arnon, se trouve près de la commune de Touchay, dans le département du Cher.

## Hydrologie
La Sinaise a comme affluents les ruisseaux : Mouchère, Fonteneau, Charasse et Goutte Noire.

## Loisirs

### Pêche et poissons
Le cours d'eau est de deuxième catégorie ; les poissons susceptibles d’être péchés sont : ablette, barbeau commun, black-bass à grande bouche, brème, brochet, carassin, gardon, goujon, perche, poisson-chat, rotengle, sandre, silure et tanche.